# Cichlasoma cienagae
Cichlasoma cienagae är en fiskart som beskrevs av Hubbs, 1936. Cichlasoma cienagae ingår i släktet Cichlasoma och familjen Cichlidae. Inga underarter finns listade i Catalogue of Life.